# William Dávila Paz
William Dávila Paz (Candelaria (Valle del Cauca), Colombia; 1 de junio del 2001) es un futbolista colombiano que juega de centrocampista. Su equipo actual es el Real Cundinamarca de la Categoría Primera B. 

## Estadísticas
- Actualizado de acuerdo al último partido el 02 de febrero del 2025

| Club              | País     | Año       | Partidos | Goles | Asist |
| ----------------- | -------- | --------- | -------- | ----- | ----- |
| Deportes Tolima   | Colombia | 2022-2024 | 3        | 0     | 0     |
| Unión Huaral      | Perú     | 2023      | 5        | 0     | 0     |
| Real Cundinamarca | Colombia | 2025-act  | 1        | 1     | 0     |
| Total             | Total    | Total     | 9        | 1     | 0     |